# Sizilische Vasenmalerei

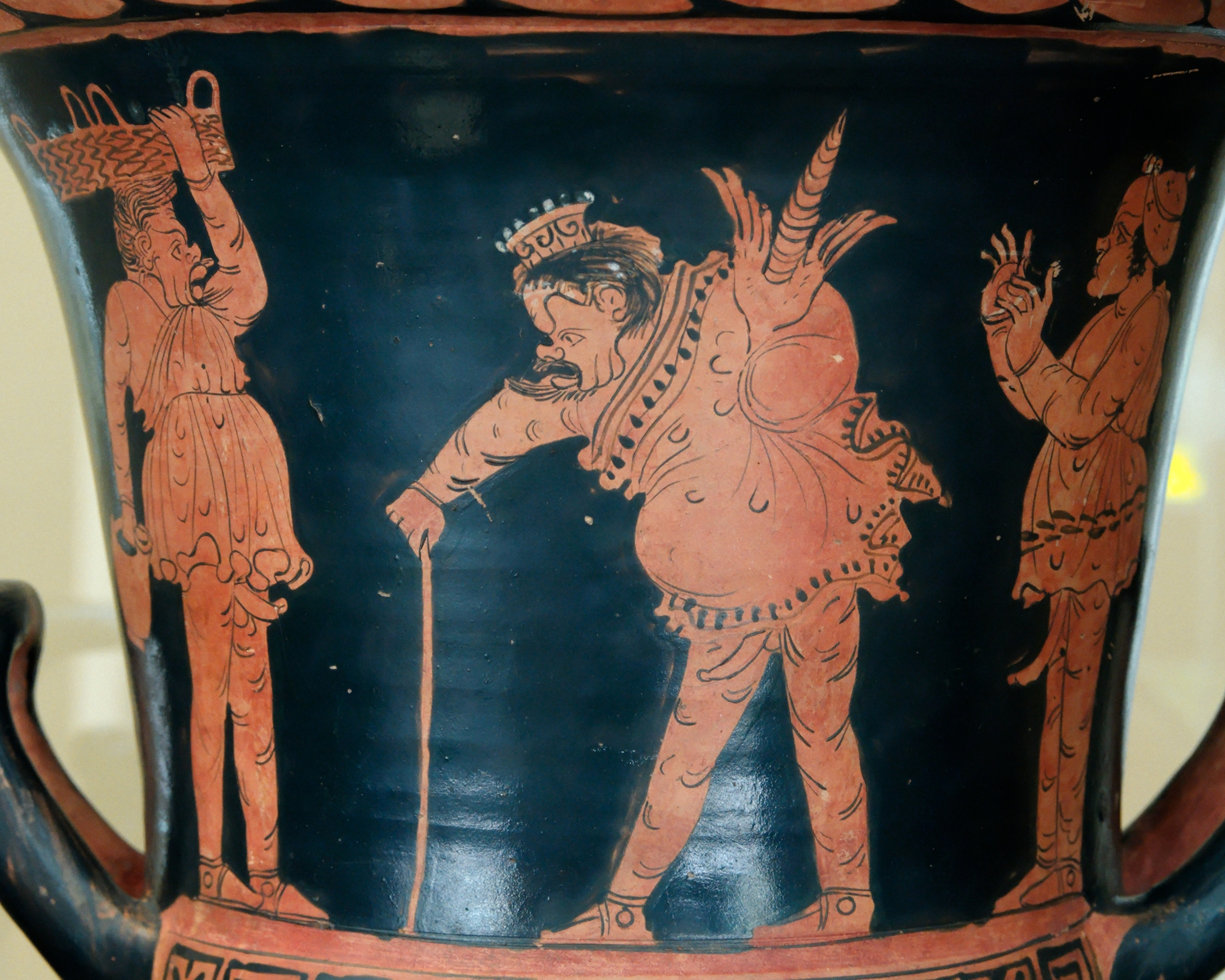
Phlyakenszene auf einem Krater des Dirce-Malers, um 360/40 v. Chr.

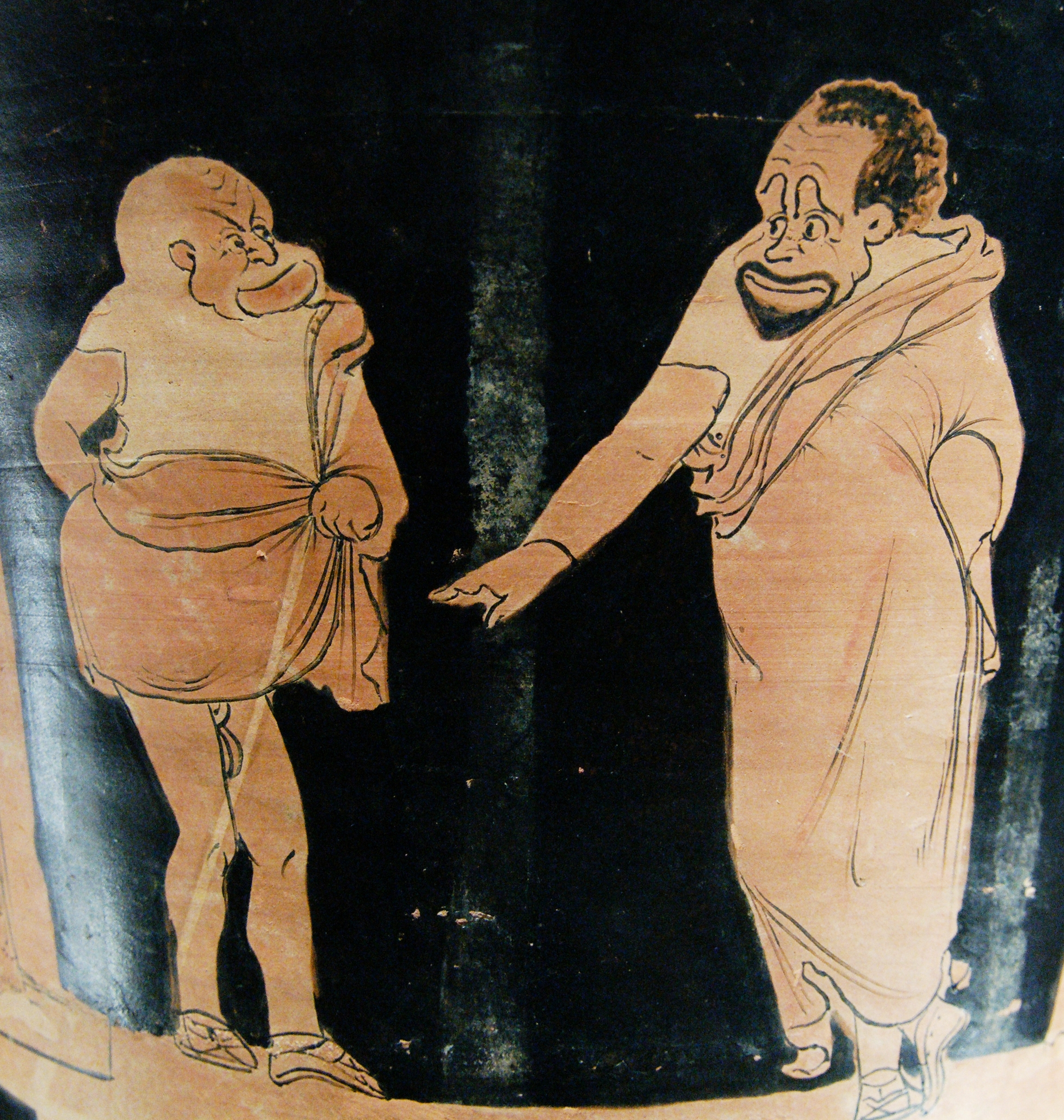
Phlyakenszene auf einem Krater der Lentini-Manfria-Gruppe: Herr und sein Sklave in kurzer Tunika, um 350/40 v. Chr.

Die Sizilische Vasenmalerei war ein regionaler Stil der unteritalisch-rotfigurigen Vasenmalerei. Sie war einer der fünf unteritalischen Regionalstile. Zusammen mit der lukanischen und paestanischen Vasenmalerei bildete sie eine engere stilistische Gemeinschaft.
Bis heute liegt der Beginn der sizilischen Vasenmalerei im Dunkel. Die Produktion sizilischer Vasen begann vor dem Ende des 5. Jahrhunderts v. Chr. in den Städten Himera und Syrakus. Die Werkstätten orientierten sich in ihren Arbeiten stilistisch, thematisch, ornamental und bei den Vasenformen stark an den attischen Vorbildern. Vor allem der Einfluss des attisch-spätklassischen Meidias-Malers ist erkennbar. Es ist möglich, dass es sich bei den ersten Töpfern und Malern um Athener Kriegsgefangene handelt. Der Schachbrett-Maler, einer der ersten sizilischen Vasenmaler, scheint vom attischen Pothos-Maler ausgebildet worden zu sein. Sein Schüler, der Dirke-Maler, etablierte die typische sizilische Arbeitsweise. Im zweiten Viertel des 4. Jahrhunderts v. Chr. begründeten aus Sizilien nach Capua und Cumae in Kampanien und nach Paestum ausgewanderte Keramiker die dortigen Produktionsstätten, und nur in Syrakus blieb eine begrenzte Vasenproduktion bestehen.
Die typische sizilische Vasenmalerei entstand erst um 340 v. Chr. Es lassen sich drei Werkstattgruppen unterscheiden. Eine erste, Lentini-Manfria-Gruppe genannt, war in Syrakus und Gela aktiv, eine zweite Gruppe am Ätna, Centuripe-Gattung genannt, und eine dritte Gruppe auf Lipari. Der Ton der Vasen ist blassrosa, die schwarze Malfarbe ist eine matte Tönung, er blättert leicht ab. Besonders typisch für die sizilische Vasenmalerei ist die Verwendung von Zusatzfarben, ganz besonders von Weiß. Vor allem in der Anfangsphase wurden großflächige Gefäße wie Kelchkratere, Volutenkratere und Hydrien bemalt, jedoch sind kleinere Gefäße wie Flaschen, Lekanen, Lekythen, und skyphoide Pyxiden typisch. Gezeigt werden vor allem Szenen aus der Frauenwelt, Eroten, Frauenköpfe und Phlyakenszenen. Mythische Inhalte sind selten. Wie in allen anderen Gegenden markiert etwa das Jahr 300 v. Chr. das Ende der sizilischen Vasenmalerei.
Die sizilische Vasenmalerei wurde erst relativ spät erkannt. Mittlerweile sind etwa 1.000 Vasen bekannt.